# Erreur active et erreur latente
Dans le domaine de l'accidentologie et de la gestion des risques, l'erreur peut être active ou latente. Dans la mesure où elle survient au niveau de l'opérateur de première ligne et ses effets sont ressentis immédiatement, on parle alors d'erreur active liée au facteur humain.
Toutefois, l'erreur est souvent latente, dans la mesure où elle n'est pas le fait de l'opérateur, car n'étant pas directement sous son contrôle, mais bien la conséquence de la conception du système considéré.

## Contexte
Traditionnellement, un des facteurs les plus importants d'accident, donc de risque, dans tout secteur d'activité humaine, en ce compris le secteur des soins de santé, est le facteur humain responsable de l'erreur humaine. En fait, ce facteur humain n'est qu'un des éléments du système d'activités dans lequel il y a corrélation entre les hommes, les outils qu'ils utilisent et l'environnement dans lequel ils travaillent. Dès lors, un accident est plutôt un événement qui cause un dommage à ce système et/ou qui perturbe ou interrompt sa bonne marche. Dire qu'un accident est dû à une erreur humaine est donc réducteur et conduit rapidement à assigner un blâme. Ce qui est contre-productif, car la majorité des erreurs humaines sont induites par une défaillance ou un dysfonctionnement du système ou des technologies qu'il utilise. Qui plus est, là où les tâches sont accomplies par plusieurs personnes, la technologie peut modifier le nombre d'intervenants, ce qui transforme aussi la nature et la distribution des tâches et des personnes, et donc leur habilité à découvrir et corriger les potentielles sources d'erreurs, ainsi qu'à évaluer les suites des décisions de prendre des risques même soigneusement calculés. La technologie doit être reconnue peu à peu comme un membre de l'équipe de travail puisqu'elle peut être responsable de modifications des charges de travail dans cette équipe; puisqu'elle transforme également les interactions entre les membres de l'équipe et donc les risques d'erreurs, à la hausse comme à la baisse. Dans nos "sociétés du risque"  de plus en plus complexes, il est important de faire la distinction entre erreur active et erreur latente.

## Définitions
L'erreur peut être active dans la mesure où elle survient au niveau de l'opérateur de première ligne aisément identifié comme étant le coupable; ses effets sont ressentis immédiatement. En réalité, l'erreur est souvent latente dans la mesure où elle n'est pas le fait de l'opérateur, car n'étant pas directement sous son contrôle, mais bien la conséquence, entre autres, d'une pauvre conception du système d'activités, d'une installation ou implémentation incorrectes, d'une maintenance insuffisante, d'une organisation mal structurée, de décisions managériales erratiques, d'impératifs de rentabilité déraisonnables ou d'interférences politiciennes irrationnelles.
Les erreurs latentes peuvent être tapies au sein d'un grand système. Elles seront souvent méconnues par ceux qui y travaillent et encore plus par ceux qui consomment les produits de ce système. Cependant, la phase de latence touchera à sa fin lorsque les conditions seront réunies pour qu'un accident survienne. Celui-ci apparaîtra alors publiquement comme le résultat d'erreurs actives que l'on imputera à tel ou tel individu (qui sera l'objet du blâme), ou à telle ou telle composante du système. Alors même que l'accident est en fait la résultante d'une interaction complexe et non anticipée d'une chaîne d'événements où erreurs actives et latentes croissent et se multiplient.